# 布羅夫科韋 (蘇梅區)
50°49′12″N 34°42′30″E / 50.82000°N 34.70833°E
布羅夫科韋（烏克蘭語：Бровкове）是位於烏克蘭東北部的村莊，由蘇梅州蘇梅區的薩德市鎮負責管轄。該村處於普肖爾河右岸，距離哈爾基夫希納1公里和什皮利夫卡2公里，海拔高度149米，2001年人口27。